# Albert Marcœur
Albert Marcœur, né le 12 décembre 1947, à Dijon est un musicien et chanteur français inclassable.

## Biographie
Il commence sa carrière au début des années 1970. Féru d'expérimentations mélodiques, rythmiques et sonores, il n'en est pas moins un auteur de textes à la fois légers, drolatiques et décalés. Ses côtés expérimentateur, musicien éprouvé et amuseur lui valurent un temps l'appellation de « Frank Zappa français » et d'être parfois comparé au brésilien Tom Zé.

### Début de carrière
Pendant une partie de ses huit années d'études de la clarinette au conservatoire national de musique et de danse de Dijon, Albert Marcœur joue dans des groupes de rock locaux au lycée et ensuite, au sein des Jazz Babies puis des Lake's Men, avec lesquels il se forge une expérience de la scène.
Puis il part en 1970 pour Le Fidelaire dans l'Eure où il est musicien attaché au studio Frémontel. Avec sa formation - Kapak (Patrice Tison à la guitare électrique, Pascal Arroyo à la basse et François Bréant aux claviers qui deviendront les musiciens réguliers de Bernard Lavilliers) - il apprend l'usage du multipiste, improvise et compose lorsque le studio est laissé vacant par les musiciens parisiens qui viennent y enregistrer.
Le premier album, Albert Marcœur, sort en 1974, et un groupe se forme pour les tournées régulières qui s'ensuivent, auquel participent notamment les frères d'Albert, Claude et Gérard, ainsi que François Ovide à la guitare et Pierre Vermeire - rescapé des Lake's Men - à la clarinette et au saxophone. En parallèle à la création de son second disque Album à colorier, il crée en 1975 et 1976 les arrangements de deux albums de Dick Annegarn, Mireille et Anticyclone (pour lequel il est également directeur musical). Durant les deux années qui suivent, avec ses frères il accompagne Annegarn en tournée et ils partagent même l'affiche de l'Olympia en octobre 1975.

### 1980 à 2020
Depuis 2013, il tourne dans les pays francophones avec son spectacle Si oui, oui. Sinon non. réalisé en collaboration avec le Quatuor Béla,.
En 2014 il signe un livre, Mais monsieur Marcœur, comment se fait-il que vous ne soyez pas venu nous voir plus tôt ?! aux éditions Plonk et Replonk, ajoutant désormais l'écriture au panel étendu de ses activités.

## Discographie
Compte-rendu d'analyse (créé à l'occasion de l'exposition Et le train, Trappes) 45 tours
- 2017 : Si Oui, Oui. Sinon Non (avec le Quatuor Béla)

## Vidéographie
- Bus 24 (2006) DVD

## Filmographie
- 1980 : Deux Lions au soleil de Claude Faraldo
- 1981 : Douce enquête sur la violence de Gérard Guérin
- 1989 : Un tour de manège de Pierre Pradinas
- 1991 : Un enfoiré et quelques connards d'après les dessins de Frank Margerin (court-métrage vidéo)
- 1998 : Mon placard de Blanquet et Olive (film d'animation)
- 2006 : Le Pressentiment de Jean-Pierre Darroussin

## Théâtre
- 1982 : Gevrey-Chambertin d'Alain Gautré et Pierre Pradinas, mise en scène de Pierre Pradinas, au théâtre de l'Est parisien (TEP).